# Karl Galster (Vizeadmiral)
Karl Paul Hans Galster (* 20. November 1851 in Stettin; † 23. März 1931 in Wiesbaden) war ein deutscher Seeoffizier und Publizist. Nach seinem Ausscheiden aus dem Dienst 1907 als Vizeadmiral trat er mit einer Alternativplanung gegenüber dem Tirpitz-Plan an die Öffentlichkeit und plädierte für eine Kleinkriegführung zur See, in der vor allem dem U-Boot eine zentrale Rolle zugedacht war. 1917 wurde ihm von der Universität Halle-Wittenberg die Ehrendoktorwürde verliehen.

Vizeadmiral Karl Galster, 1910

## Leben

### Familie
Er war das erste von drei Kindern des späteren preußischen Generalmajors à la suite der Armee Karl Christian Galster (* 22. Januar 1818 in Herford; † 18. Februar 1882 in Hameln) und dessen Ehefrau Charlotte Pauline Johanne, geborene Schulze (* 1. August 1824 in Herford; † 8. März 1900 in Kiel). Sie war die Tochter des preußischen Oberstleutnants und Kommandeurs des 8. Artillerieregiments Ferdinand Hans Robert Schulze. Sein Bruder war der spätere Konteradmiral Max Galster (1852–1928).
Galster besuchte bis Ostern 1863 mehrere Privatschulen und wechselte dann zur Realschule 1. Ordnung St. Petri und Paul in Danzig, wo er im Januar 1868 mit dem Reifezeugnis für die Prima abging.
1881 heiratete er in Kiel Anna Eckmann. Aus der Ehe gingen drei Söhne und drei Töchter hervor. Während einer der Söhne im Kindesalter starb, wurden die beiden anderen Söhne ebenfalls Marineoffiziere. Beide fielen im Ersten Weltkrieg; Karl Galster als Kommandant des Torpedoboots S 22 am 25. März 1916 etwa 30 Seemeilen nördlich von Terschelling, Oberleutnant zur See Hans Galster als Kommandant des U-Boots SM UC 51 am 17. November 1917 im Ärmelkanal. Nach dem Tod seiner Ehefrau Pauline 1912 ehelichte er 1917 Helene Geissel. Aus der Ehe gingen keine Kinder hervor. Seine zweite Ehefrau starb am 23. April 1943 in Wiesbaden.

### Militärkarriere
Galster trat am 26. April 1868 in die Crew 68 der Marine des Norddeutschen Bundes ein, die 43 Kadetten umfasste. Die Grundausbildung erhielt er auf der Fregatte Gefion. 1868/69 diente er auf dem Schulschiff Niobe. Von 1869 bis 1872 erfolgte seine erste Reise nach Übersee, u. a. China und Japan, auf der Korvette Hertha; hierbei nahm er unter anderem an der Eröffnung des Sueskanals 1869 teil. Während der Reise wurde er 1871 zum Unterleutnant zur See befördert.
Nach der Rückkehr aus Ostasien, die sich durch den Deutsch-Französischen Krieg erheblich verzögert hatte, besuchte er 1873/74 die Marineschule Kiel. Nach kurzer Hilfstätigkeit in der Admiralität und einer weiteren Ausbildung auf dem Artillerieschulschiff Renown wurde Galster 1875 zum Leutnant zur See befördert. Nach kurzer Dienstzeit auf der Brigg Musquito wurde er 1877 auf die Korvette Freya versetzt, mit der er die Ostasiatische Station besuchte; 1879 kehrte das Schiff nach Wilhelmshaven zurück. Von 1879 bis 1882 nahm er an drei Kursen auf der Marineakademie Kiel teil, die von kurzen Bordkommandos auf den Panzerfregatten Preußen und Friedrich Carl unterbrochen wurden.
Nach einer weiteren Tätigkeit auf der Panzerfregatte Kronprinz erfolgte seine Versetzung auf das Artillerieschulschiff Mars. Ab diesem Zeitpunkt kristallisierte sich seine spätere Spezialisierung zur Schiffsartillerie heraus. Bis 1887 war er Adjutant des Inspekteurs der Marineartillerie. 1887/88 erfolgte eine Verwendung als Erster Offizier auf dem Schulschiff Stein. Am 17. April 1888 erfolgte die Beförderung zum Korvettenkapitän.
Nach einem Intermezzo als Kommandeur der II. Matrosen-Artillerie-Abteilung, die auch für den Minenkrieg zuständig war, wechselte er 1890 an die Marineakademie Kiel als Lehrer für Artillerie bis 1893. Danach übernahm er als Kommandant das Artillerieschulschiff Mars bis 1897; am 21. März 1894 wurde er zum Kapitän zur See befördert. Anschließend war er bis 1899 Kommandant des Linienschiffs Kurfürst Friedrich Wilhelm.
Von 1900 bis 1905 war Galster Inspekteur der Marineartillerie; am 13. September 1901 erfolgte die Beförderung zum Konteradmiral. In diese Zeit fallen erste theoretische Überlegungen zum Küstenschutz. Am 14. März 1905 wurde er zum Vizeadmiral befördert. Durch eine Allgemeine Kabinettsorder vom 28. September 1906 wurde er mit dem Anrecht auf die gesetzliche Pension zur Disposition gestellt und am 9. Februar 1907 verabschiedet.

## Galsters Planungen zur Seekriegführung
Im Gegensatz zu Tirpitz sah Galster das Grundproblem einer möglichen Seekriegführung gegen Großbritannien nicht in einer schwachen deutschen Schlachtflotte, sondern in der geographischen Lage des Reichs. Durch seine bevorzugte Insellage, die dem Britischen Empire im Kriegsfall mit dem Reich einerseits freien Zugang zum Atlantik und andererseits die Blockade des deutschen Überseehandels ermöglichte, befand sich Deutschland in einer strategisch äußerst ungünstigen Situation. Das Empire konnte durch eine Fernblockade den Ärmelkanal und den Seeweg zwischen Schottland und Norwegen mit relativ geringem Aufwand abriegeln. Die zentrale Erkenntnis Galsters bestand darin, dass selbst im sehr unwahrscheinlichen Fall eines deutschen Seesiegs über die Royal Navy die strategische Lage unverändert bleiben würde und Großbritannien weiterhin die Ressourcen des Weltmarkts nutzen konnte. Umgekehrt war auch eine siegreiche deutsche Flotte nicht in der Lage, die britischen Inseln zu blockieren.
Galster plädierte deshalb für eine defensive Strategie und eine Kleinkriegführung zur See, ohne jedoch grundsätzlich auf eine Schlachtflotte verzichten zu wollen. Der Kleinkrieg sollte mit Kleinen Kreuzern, U-Booten, Torpedobooten und Seeminen geführt werden. Obwohl er auch für einen Handelskrieg mit Kleinen Kreuzern in Übersee plädierte, war er sich über die Schwäche dieses Konzepts im Klaren, da Deutschland nicht ansatzweise über die logistischen Möglichkeiten zur Führung derartiger Operationen verfügte, da es in Übersee weder befestigte Stützpunkte noch Kohlenlager besaß.
Galster hielt deshalb das U-Boot für eine zweckmäßige Waffe zur Erringung einer Teilseeherrschaft in der südlichen Nordsee, deren alleiniges Ziel es war, ein Eindringen britischer Flottenverbände in die nordwestdeutschen Flussmündungen zu verhindern. Keinesfalls hatte Galster an einen Handelskrieg mit U-Booten gedacht, wie er sich nach Ausbruch des Ersten Weltkriegs relativ schnell entwickeln sollte. Die U-Boote sollten einzig gegen gegnerische Seestreitkräfte und nicht gegen Handelsschiffe eingesetzt werden und dabei vorzugsweise nachts zusammen mit Torpedobooten operieren.
Galster forderte deshalb eine Beschränkung des kostenintensiven Schlachtschiffbaus und an dessen Stelle die forcierte Produktion von U-Booten, an dem möglichst alle deutschen Werften beteiligt werden sollten. Beim Schlachtflottenbau dachte er auch an den Kostenfaktor, da die schnelle technische Entwicklung der Großkampfschiffe sich als unkalkulierbarer Kostentreiber erweisen würde. Die für den Kleinkrieg benötigten Einheiten waren nach seiner Auffassung wesentlich günstiger. Zusätzlich forderte Galster eine Verstärkung des Küstenschutzes und den massiven Einsatz von Seeminen.
Politisch setzte sich Galster immer für eine Verständigung mit Großbritannien ein. Zum einen zweifelte er grundsätzlich an einer Möglichkeit, England zur See besiegen zu können, da das Empire über wesentlich größere Ressourcen im Kriegsschiffbau verfügte, zum anderen hielt er eine Konfrontation mit England generell für unsinnig, da er es als quasi „verwandte“ Nation betrachtete. Franken bescheinigt daher Galster eine grundsätzlich anglophile Haltung, ohne dass Galster selbst dies explizit zum Ausdruck brachte.

## Reaktionen und weitere Tätigkeit
Galsters Überlegungen und Forderungen stellten die bisherigen Flottenplanungen grundsätzlich in Frage. Alle Anhänger des Tirpitz-Plans lehnten daher Galsters Überlegungen strikt ab. Auch der Deutsche Flottenverein stellte sich gegen Galster, wobei ihm zugestanden wurde, dass seine Option für Kleinkrieg und Küstenschutz aus seinen dienstlichen Erfahrungen heraus resultierte. Obwohl Galster die Unterstützung sowohl der linksliberalen Freisinnigen Volkspartei als auch der Nationalliberalen genoss, blieben seine Vorstellungen ohne konkrete Auswirkungen auf den Flottenbau.
Unabhängig davon blieb er publizistisch tätig, auch im Ersten Weltkrieg. Der Ausgang der Skagerrakschlacht 1916 schien Galsters frühere Überlegungen zu bestätigen:

„Wir können uns des Sieges ja wohl freuen, nach jeder Richtung hin: für den Geist und als Belohnung unserer Flotte, für unser Prestige u.s.w., aber eine Aenderung der bisherigen Seekriegslage wird dadurch nicht herbeigeführt. Die Großbritannischen Inseln bleiben als Damm vor der Nordsee liegen und wir bleiben von den Weltmeeren abgesperrt wie bisher.“

Obwohl Galster den sogenannten rücksichtslosen U-Boot-Krieg letztlich akzeptierte, weil er sich davon ein schnelleres Kriegsende versprach, blieb er bezüglich dessen Wirksamkeit skeptisch, weil die materiellen Voraussetzungen wie z. B. große U-Boote mit entsprechenden Reichweiten noch nicht in ausreichender Zahl vorhanden waren. Auf eigenen Wunsch wurde Galster durch AKO vom 11. September 1916 aus der Liste der mit Uniform verabschiedeten Offiziere gestrichen. Hintergrund war der Wunsch einer größeren Unabhängigkeit vor allem in publizistischer Hinsicht.
Äußerst skeptisch stand Galster auch dem Kriegseintritt der Vereinigten Staaten gegenüber, so in einem Brief an den Militärhistoriker Hans Delbrück drei Tage nach der Kriegserklärung der Vereinigten Staaten an das Reich:

„Betreffs Amerika teile ich den Standpunkt, daß wir zunächst noch nichts militärisch zu fürchten haben und Amerika hoffentlich überhaupt zu spät kommt. Stellt man sich vor, daß wir an Amerikas Stelle handeln würden, so kann man das Verhalten dort begreifen … Amerika sichert sich jetzt ein Mitbestimmungsrecht bei Abschließung des Friedens, vermehrt seine militärische Macht, verlangt mehr Weltgeltung und steht vor der Welt da als Vertreter idealer moralischer Grundsätze. Worte und Taten decken sich natürlich nicht.“

Am 21. Juni 1917 wurde Galster von der Philosophischen Fakultät der Universität Halle-Wittenberg die Würde eines Ehrendoktors verliehen; Antragsteller waren die Historiker Richard Fester und Albert Werminghoff. In ihrem Antrag an den Dekan der Fakultät begründeten sie ihr Anliegen mit Galsters Schrift Welche Seekriegsrüstung braucht Deutschland von 1907, der sie die Qualität einer Dissertation zuerkannten, da Galsters Konzept des Kleinkriegs vor allem mit U-Booten sehr weitsichtig gewesen sei.
Am 4. Dezember 1917 trat Galster vermutlich auf Initiative von Hans Delbrück dem Volksbund für Freiheit und Vaterland bei, um bewusst ein Gegengewicht zur Deutschen Vaterlandspartei von Alfred von Tirpitz zu bilden. Offenbar war er jedoch lediglich passives Mitglied; besondere Aktivitäten sind nicht überliefert.
Nach dem Ersten Weltkrieg wurde Galster Mitglied des Parlamentarischen Untersuchungsausschusses der Verfassungsgebenden Deutschen Nationalversammlung und des Deutschen Reichstages, der eigentlich die Dolchstoßlegende widerlegen sollte, aber durch deutschnationale Mitglieder dominiert wurde, die ebendiese Legende förderten. Galster trat dort neben Hans Delbrück als weiterer Gegengutachter gegen Admiral a. D. Adolf von Trotha in der Frage „Flotte und U-Boot-Krieg“ auf. Dabei ging es auch um die Bewertung des geplanten Vorstoßes der Hochseeflotte in die Nordsee Anfang November 1918, der letztlich die Novemberrevolution auslöste. Galster argumentierte, dass dieser Vorstoß keine rationalen Aussichten auf Erfolg gehabt hätte und eher dem Prestige der Schlachtflotte und ihrer Führer geschuldet gewesen sei.
In Briefen an Delbrück 1927 äußerte Galster auch deutliche Kritik an der offiziellen Kriegsgeschichtsschreibung, sowohl vom Heer als auch der Marine, die nicht objektiv sei und bei der Marine eher dazu diene, die Bedeutung der eigenen Institution hervorzuheben, anstatt die Niederlage zu analysieren.
Über seine letzten Lebensjahre ist praktisch nichts bekannt. Galster verstarb offenbar nach längerer Krankheit am 23. März 1931 in Wiesbaden. Ein Nachlass ist nicht erhalten geblieben. Eine Briefsammlung von Galster, die von Klaus Franken ediert wurde, existiert als Onlineversion.

## Veröffentlichungen (Auswahl)
- Die Schiffs- und Küstengeschütze der deutschen Marine. Berlin 1885. Reprint Hamburg (Andraeas) 1993.
- Der Kampf der Hauptgeschwader in der Seeschlacht von Tsuschima. Wilhelmshaven 1906.
- Genügt unsere Küstenverteidigung? Wilhelmshaven 1907.
- Welche Seekriegsrüstung braucht Deutschland? Berlin 1907.
- Kriegsbereitschaft an der Meeresküste. Berlin 1908.
- England, deutsche Flotte und Weltkrieg. Berlin 1925.
- Erfolgsmöglichkeiten einer Seeschlacht im Weltkriege. In: Archiv für Politik und Geschichte. (1926) H. 7/8. S. 38–54.